# Filby (Norfolk)
Filby ist ein Dorf in der englischen Grafschaft von Norfolk. Der Name leitet sich von dänischen Wikingern ab, die um 800 dort siedelten. Das Dorf liegt an den Ufern des Filby Broad und des Ormesby Little Broad, welches Seen sind, die zum Broads National Park gehören. Städte in der Umgebung Filbys sind Great Yarmouth, welches 9 km südöstlich liegt und Norwich 25 km westlich. Filby besteht nur aus einigen Häusern, in denen insgesamt 740 Menschen wohnen, bietet jedoch wundervolle Landschaften. Filby liegt im Verwaltungsdistrikt von Great Yarmouth. Weiterhin erhielt das Dorf eine Auszeichnung in seiner Kategorie beim Britain-in-Bloom-Wettbewerb.